# هجوم احمق‌ها
هجوم احمق‌ها (به انگلیسی: Fools Rush In) فیلمی ۱۰۹ دقیقه‌ای به کارگردانی اندی تننت با بازی متیو پری محصول کشور بریتانیا است.

## خلاصه داستان
"الکس ویتمن̎"(ماتیو پری)، مهندس ساختمانی اهل نیویورک، به لاس‌وگاس فرستاده می‌شود تا بر ساخت کلابی که شرکتش سفارش بنای آن را به عهده دارد، نظارت کند. شبی در آن‌جا ̎با یک عکاس آمریکائی ـ مکزیکی شاد و سرزنده آشنا می‌شود…